# Étienne-Émile Desvaux
Étienne-Émile Desvaux (8 de febrero de 1830-13 de mayo de 1854) fue un botánico, y agrostólogo francés.

## Vida
Nació en Vendôme (Loir-et-Cher) el 8 de febrero de 1830. Su padre era un distinguido terrateniente, un experto en agricultura y Química, y alcalde de la ciudad de Mondoubleau. Fue el primer instructor de su hijo para latín, griego, Historia y Geografía, y lo motivó para que estudiara Botánica.
A los diez años, ya era un asiduo colector, comenzó a realizar expediciones con su padre y su hermano. En 1847, conoció los Pirineos y sabía de botánicos como W.P. Schimper y Albert de Franqueville, un entusiasta explorador de montaña. En 1843 Desvaux ingresó al Lycée Louis-le-Grand, en París, donde fue un destacado estudiante, ganador de numerosos premios en Física, Geometría, Álgebra e Historia natural.
En 1846, aprobó con distinción el examen de bachillerato en letras, y un año más tarde recibió un grado en ciencias físicas. Hizo estudios adicionales en Medicina y en Historia natural, y en 1850 se graduó en ciencias naturales, para finalmente en 1854 aprobar el examen de doctor en Medicina.
Colaboró con Claude Gay para los capítulos de Cyperaceae y de Poaceae en Flora chilena.
Falleció a la corta edad de 25 años.

## Algunas publicaciones

### Libros
- 1853. Gramineae chilenses. Ed. E. Thunot. 469 pp.

- La abreviatura «E.Desv.» se emplea para indicar a Étienne-Émile Desvaux como autoridad en la descripción y clasificación científica de los vegetales.[1]

## Fuente
http://www.botanicus.org/Creator.aspx?CreatorId=465